# Aguachica
Aguachica es un municipio del departamento de Cesar, Colombia, ubicado en el valle interandino del Magdalena Medio y occidente de la Serranía de los Motilones. Es el segundo municipio más poblado del departamento e importante centro ganadero y comercial al suroriente del caribe colombiano.
En cuanto a infraestructura de transporte, su posición geográficamente estratégica, conecta al Caribe colombiano con los Santanderes por medio de la Ruta del Sol, de igual forma es punto clave de comunicación de la región del Catatumbo por la Ruta Nacional 70. Contando además con transporte aéreo por el Aeropuerto Hacaritama, sistema férreo y en forma paralela con la vía fluvial del río Magdalena a través del puerto de Gamarra.

## Toponimia
Sobre el origen de su nombre, existen varias versiones que tienen mezcla de leyenda. El nombre de Aguachica, según la tradición regional, le fue asignado por Don Antón García de Bonilla y Rodríguez. Se dice que por la cercanía de sus haciendas al río Magdalena le llamó al poblado ‘Villa de San Roque’ y para complementarla y ubicarla se le agregó “de Aguachica”.
Otra versión dice que corresponde al nombre de un cacique regional, y otra, que es el fruto de una conjugación de grafema y morfema que unidos a manera de acróstico dan origen al nombre "Asieguachica", en donde A significa posesión, propiedad: SIE, agua; GUA, peces, montes; y CHICA, árbol que produce una pintura de color rojizo.

## Símbolos

### Himno
El himno de Aguachica fue compuesto por Víctor Alfonso Duarte Vargas.

### Animal representativo
El morrocoy representa uno de los emblemas más significativos de Aguachica y coloquialmente a los nacidos allí se le dice "morrocoyeros". Por este municipio y alrededores habita esta tortuga terrestre, y anteriormente eran mantenidos como mascotas en las viviendas aguachiquenses.

### Colores institucionales
El municipio utiliza institucionalmente el verde lima y el blanco.

## Vías de comunicación

Rutas Nacional 45 y Nacional 70.

### Terrestre
Ruta del Sol: Para llegar a la población de Aguachica se puede acceder desde la costa Caribe colombiana a través de la vía Santa Marta – Aguachica que comunica a los departamentos de Magdalena y Cesar; desde el sur del país se llega a través de la Troncal del Magdalena Medio, o a través de la vía Bogotá – Bucaramanga – Aguachica que comunican a los departamentos de Cundinamarca, Boyacá, Santander y Cesar. 
De esa vía se desprende la carretera Aguachica – Río de Oro – Ocaña – Cúcuta, que comunica la ciudad con el nororiente y la carretera Aguachica – Gamarra que conecta al municipio con el río Magdalena y la región occidental. Además, también se comunica con el río Magdalena por el tramo Aguachica, Buturama, La Ye, Loma de Corredor y Puerto Mosquito.
Terminal de transporte terrestre
La Terminal de Transporte de Aguachica S.A. presta servicio a la comunidad desde 1994 y hasta la actualidad, es el terminal de transporte con el mayor flujo de la región; diariamente se despachan 29 destinos durante las 24 horas.

### Aéreo
Para el transporte aéreo cuenta con el Aeropuerto Hacaritama, que recibe tres (3) vuelos a la semana de a aerolínea SATENA volando desde y hacia Bogotá trayendo beneficios a la región.

### Férreo
Las redes del ferrocarril pasan por Gamarra, y comunica con la región Caribe y el centro del país; allí se cuenta con una antigua estación de pasajeros abandonada, la Estación Gamarra, a pocos kilómetros de la ciudad de Gamarra, estación que antiguamente transportaba a los habitantes de Aguachica y Gamarra. La infraestructura está en actual desuso por el declive de este medio de transporte en el país, si bien, el gobierno nacional ha proyectado restablecer el tráfico de pasajeros por vías férreas en todo el país.

### Fluvial
Por vía fluvial, el transporte de pasajeros se hace desde el puerto de Gamarra (a 15 km de la ciudad) y que lo comunica desde y hacia el interior del departamento, el sur de Bolívar y sur del Magdalena, a través del río Magdalena.
También se puede acceder en Barranca de Lebrija por medio fluvial, para aquellos que vienen del sur de Bolívar o del norte de Santander, por el río Magdalena y conectándose con el río Lebrija.

## Geografía

### Límites
Aguachica está ubicada al sur del departamento del Cesar, a los 8° 18′ 45″ de latitud norte y 73° 37′ 37″ de longitud oeste del meridiano de Greenwich, entre la Serranía de los Motilones y el valle del río Magdalena, a una distancia de 280 kilómetros de Valledupar, la capital del departamento. Su extensión territorial es de 976 kilómetros cuadrados que ocupa el 3,8% de la superficie del departamento. Limita por el norte con el municipio de La Gloria (Cesar), El Carmen (Norte de Santander), por el este con Río de Oro (Cesar), por el sur con Río de Oro y San Martín (Cesar) y Puerto Wilches (Santander), por el oeste con Gamarra (Cesar) y Morales (Bolívar).
|                                  | Norte: La Gloria | Nordeste: El Carmen |
| Oeste: Gamarra                   |                  | Este: Río de Oro    |
| Suroeste: Morales Puerto Wilches | Sur: San Martín  | Sureste: San Martín |

### Relieve
El territorio de Aguachica tiene una zona montañosa al norte, representadas por las estribaciones noroccidentales de la cordillera oriental con elevaciones entre los 200 y 2.150 metros sobre el nivel del mar (m s. n. m.), y al sur posee una zona de planicie o llanura regada por los ríos Lebrija y Magdalena y sus numerosas quebradas y arroyos, hoy disminuidos drásticamente por la deforestación. Su fisiografía oscila entre los 50 y los 200 m s. n. m. Presenta un clima con temperatura promedio de 28 °C y precipitación media anual de 1.835 mm, con dos periodos de lluvias al año.

### Hidrografía
Entre los principales cuerpos de agua del municipio se encuentran el río Magdalena, el río Lebrija y la ciénaga Doña María en el centro poblado Puerto Patiño.

## Organización Político-Administrativa
Además de su Cabecera municipal. Aguachica tiene bajo su jurisdicción los centros poblados:

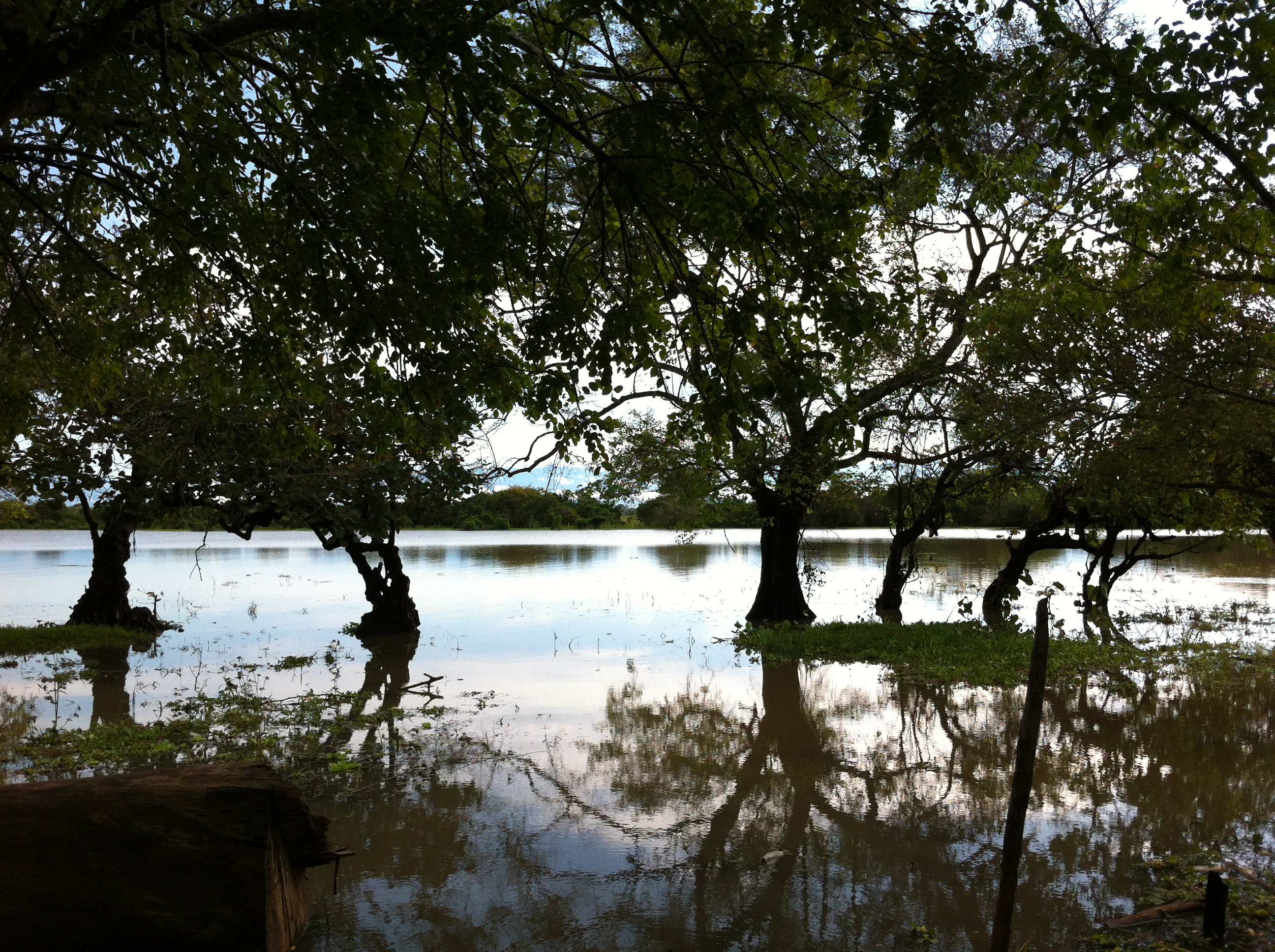
Centro poblado Barranca de Lebrija.

- Barranca de Lebrija
- Buturama
- Campo Amalia
- El Juncal
- La Ye
- Loma de Corredor
- Norean
- Puerto Patiño
- Santa Lucía
- Villa de San Andrés

### Veredas
El municipio tiene constituido las siguientes veredas:
Barcelona, Bellavista, Bombiadero, Boquerón, Campoalegre, Cañada Ospina, Caño Caracolí, Caracol, Cascabela, Cerro Bravo, Cerro de los Bustos, Cerro Redondo, Costa Rica, El Carbón, El Corral, El Faro, El Tope, Esmeralda, Esmeralda Alta, Guaduas, Honduras, La Bocatoma, La Campana, La Ceiba, La Morena, La Pajuela, La Unión, La Yegüera, La Yegüerita, Las Adjuntas, Las Bateas, Las Latas, Las Margaritas, Las Piñas, Los Caliches, Los Columpios, Los Llanos, Lucaicál, Maligüal, Marinilla, Múcuras, Palenquillo, Palmira, Peñoncito, Peralonso, Planadas - Limoncito, Puros Altos, Quebrada Seca, Sabana de Caballeros, San Benito, San Francisco, San Lorenzo, Santa Inés, San José, San Miguel, San Pablo, San Pedro, Santa Bárbara, Santa Lucía, Santa Rosa, Santo Domingo, Soledad y Villanueva.

### Trazado urbano
La disposición de las vías en Aguachica utiliza el sistema de coordenadas cartesianas. El trazado urbano se fundamenta en el punto focal del parque de San Roque. Sus principales vías son la calle 3, la calle 5 (conocida antiguamente como Magdalena) o Avenida Kennedy, la calle 7, la calle 8, la calle 16, la carrera 8 o Avenida Campo Serrano, la carrera 11, la carrera 12, la carrera 15, la carrera 40 o Vía 40, entre otras.
Actualmente, los tipos de vías en la ciudad son clasificadas como:
Calle: Son paralelas a la Vía Aguachica Gamarra, con su número incrementándose gradualmente hacia el sur desde la calle 1 o hacia el norte de la misma calle 1 con el sufijo “Norte”.
Carrera: Son paralelas a Ruta Nacional 45, con su número incrementándose gradualmente hacia el este desde la carrera 1 o hacia el oeste de la misma carrera 1 con el sufijo “Oeste”.

## Economía
Aguachica debe su desarrollo económico principalmente al algodón, pero anterior a ello, hacia 1850 comenzaron las primeras migraciones con el desarrollo del cultivo de café en el Estado Soberano de Santander. A comienzos del siglo XX: llegaron colonizadores árabes, palestinos y sirios, quienes explotaron la tagua, la ganadería y la agricultura. Durante los años 20 el hallazgo de yacimientos petrolíferos generó desplazamientos de inmigrantes, y luego en los años 50 la construcción de la troncal de oriente y el ferrocarril del valle del río Magdalena convirtieron a Aguachica en un lugar estratégico de interconexión vial con el interior del país. A mediados de los 60's, la fertilidad de sus tierras atrajo a tolimenses que desarrollaron la agricultura comercial con plantaciones inicialmente de algodón, luego de sorgo, arroz, ajonjolí, entre otros. En los años 1980 y 1990, la crisis del sector agropecuario y la situación de violencia en la región, incrementó el número de desplazados, incidiendo en el surgimiento de nuevos asentamientos en el área urbana. En la actualidad, la economía gira alrededor del sector agropecuario, la agroindustria, el comercio y servicios de apoyo como los agrotécnicos, los financieros, el transporte y otros servicios empresariales y personales dirigidos a los diferentes sectores económicos y a la población regional.
Aguachica ha logrado constituirse como un importante centro urbano en la región del Magdalena Medio, siendo centro de diversas actividades económicas regionales de Norte de Santander, occidente de Santander, sur de Bolívar, sur y centro de Cesar. Sostiene intercambio comercial, principalmente, con los centros urbanos de Bucaramanga (165 km), Cúcuta (260 km), Ocaña (59 km), Valledupar (301 km), Barranquilla (479 km), Bogotá (585 km) y Medellín (456 km). Debido a una privilegiada situación geográfica, central equidistante de todos los municipios sobre los cuales ejerce influencia, Aguachica es un punto de convergencia para el mercado de productos agrícolas, punto nodal para el abastecimiento de los mercados regionales y un completo terminal de carga y pasajeros hacia cualquier lugar del país e incluso a Venezuela.

## Historia

### Residentes prehispánicos
Los grupos indígenas que habitaron en la cordillera oriental y en el valle plano del río Magdalena, donde actualmente está ubicado la ciudad de Aguachica, fueron de origen tunebos al cual pertenecían los indios buturamas, lucutamas, auramas, hacaritamas, teoramas, tisquiramas y tamalameques, entre otros. Estos indígenas eran nómadas, cazadores, pescadores y cuando hacían asentamientos en regiones era para resguardarse de las inclemencias del clima, y realizaban una agricultura incipiente.

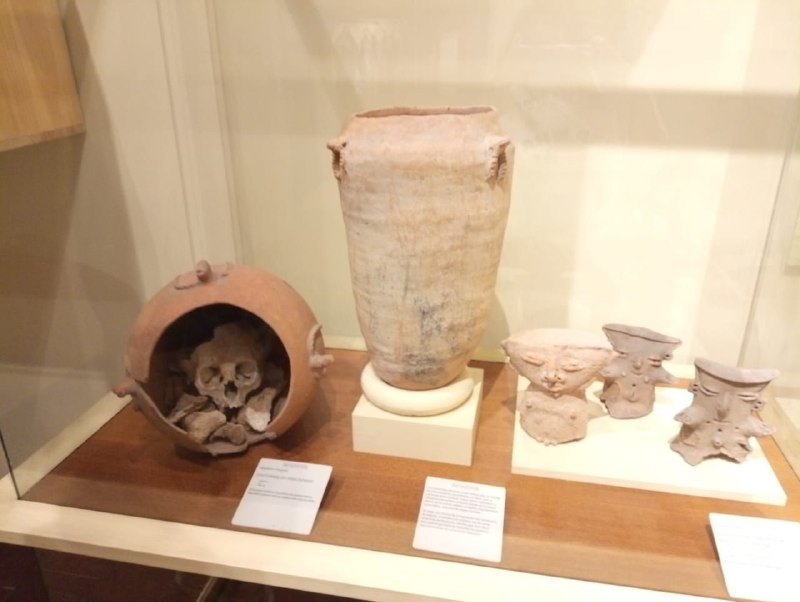
Cráneo y material de la Cultura Mosquito, Sur de Cesar.

Un estudio arqueológico realizado en 1995 en la zona sur de la ciudad de Aguachica, en el sitio de San Francisco, a pocos metros del trazado derecho del gasoducto vía Ballena - Barrancabermeja, determinó la presencia del hombre en este municipio 1.200 años antes de Cristo. En este sitio se localizó un asentamiento indígena, en el cual fue posible detectar material cultural prehispánico, identificándose restos óseos de la fauna de la dieta alimenticia de las comunidades indígenas que habitaron el lugar. Dentro de estos se encontraron caparazones de tortugas, huesos de babillas, iguanas, venados, chigüiros y diversas especies de peces.

### Primeros pobladores europeos
Los primeros pobladores europeos, del actual territorio de Aguachica, llegaron a partir de la fundación de Santa Marta, en 1525, cuando se iniciaron varias expediciones que atravesaron las riberas del río Magdalena y las tierras de lo que hoy son las poblaciones del sur de Cesar.
La primera expedición salió a finales de 1530, liderada por los capitanes Antonio de Lebrija, San Martín, Céspedes, Tafur, Muñoz y Pedro Lerma (sobrino del gobernador García Lerma). Esta expedición partió de las estribaciones de la Sierra Nevada de Santa Marta hacia el Valle de Upar, siguieron el cauce del río Cesar y las riberas del río Magdalena, hasta llegar al río Lebrija, nombre que recibió de su descubridor; de allí regresaron a Santa Marta cargados de oro, producto de los presentes que les habían dado los indios y de los despojos hechos en algunos pueblos.
A finales de 1531, el alemán Ambrosio Alfinger realizó la segunda expedición. Este llegó procedente de Maracaibo (Venezuela) al Valle de Upar, siguió las riberas del Cesar, las orillas de la ciénaga de Zapatosa, la margen oriental del río Magdalena y las montañas de lo que más tarde se llamaron las provincias de Ocaña y Pamplona. Al regresar a Venezuela, este conquistador atravesó los páramos de la cordillera oriental, pero en el valle de Chinácota murió víctima de las flechas indígenas.
En 1536, otra expedición hispana siguió la ribera oriental del río Magdalena, dirigida por el español Gonzalo Jiménez de Quesada. Partió de la vuelta de Chimila, bordeó el río Cesar, llegó a Chiriguaná y Tamalameque, pasó por las tierras que hoy son las poblaciones de San Bernardo, Simaña, Gamarra, Aguachica, Loma de Corredor y las ciénagas de Doña María y Pita Limón; finalmente ascendió hacia el sur por el camino de El Tarra o Barrancabermeja hacia las sierras de Opón. El hambre fue su peor enemigo, pero no dieron marcha atrás y con sus descubrimientos lograron el dominio de lo que fue el Nuevo Reino de Granada.

### Poblamiento español
En la segunda mitad del siglo XVI se inició el poblamiento español en el territorio de lo que hoy es Aguachica. El tráfico comercial de los mercaderes de España y Cartagena se dinamizó, lo que llevó al despegue económico entre las tierras alta y frías y lo cálidos puertos del gran río Magdalena y el mar Caribe. Las importaciones de la península, la producción de los artesanos y de los maestros hispanos, expresan la apertura del primer ciclo económico del Nuevo Reino de Granada.
El surgimiento de Aguachica fue el resultado del proceso regional iniciado con la fundación de Ocaña, en 1570, por el capitán Francisco Fernández de Contreras (también llamado Francisco Hernández), quien emprendió una expedición encargada por el cabildo de la ciudad de Pamplona, motivada por la búsqueda de yacimientos auríferos y mano de obra indígena. En sus incursiones por el oriente llegó al valle de los Hacaritamas y al territorio de los Oromatos, Buromas, Burgamas y Brotarés, entre otros, indígenas que le indicaron la ruta del río Magdalena, dando como resultado la fundación del puerto de Chingalé (o de Ocaña) sobre el río Simaña. Este puerto acortaba la distancia entre Cartagena y Mompox con las ciudades de Ocaña y Pamplona. Con el descubrimiento del puerto y la fundación de Ocaña, se hizo el reparto de tierras y mano de obra, asignándole tierras a Antón García de Bonilla entre ellas la hacienda San Roque en 1616 mediante encomienda de ese año, y los indígenas de la Loma del Viento ubicados al norte de Ocaña, posteriormente los trasladó a la anterior hacienda.
El puerto de Chingalé entró en desuso en 1583, con la apertura de otro puerto conocido como Puerto Real (llamado Puerto Nacional en la época de la Independencia y posteriormente Gamarra). Con el traslado a este último puerto se construyeron dos caminos que partían de Ocaña: uno llamado camino de la Camarona que pasaba por el pueblo indígena de Venadillo, Diego Hernández (sitio), Los Ángeles, Totumal (hoy Villa de San Andrés), Aguachica y llegaba a Puerto Real. El otro llamado camino del Cauca, por el destino de la minería orillas del río Cauca en el Sur de Bolívar, tenía la siguiente ruta: Ocaña, Pueblo Nuevo, Los Ángeles, Loma de Corredor, y desde ahí pasaba al río Magdalena para utilizar el camino de Simití.

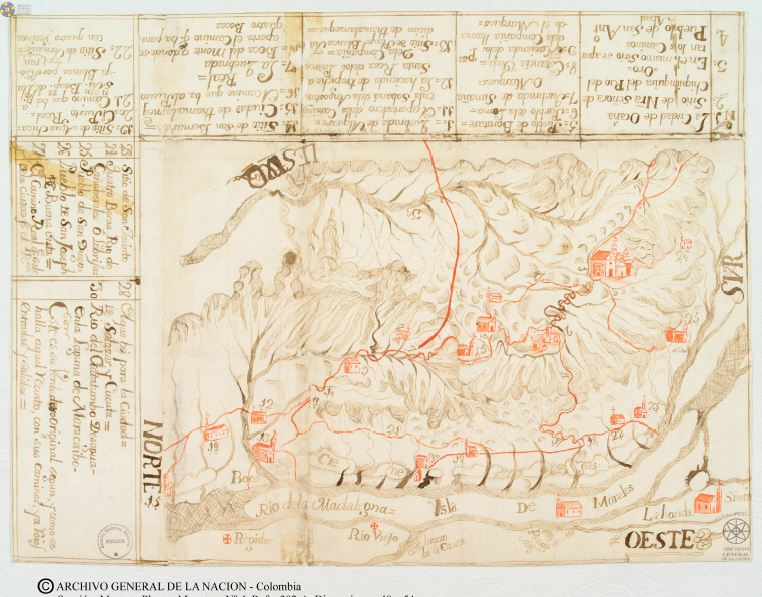
Jurisdicción del cabildo colonial de Ocaña, mapa del año de 1764.

La propiedad territorial de Ocaña fue extensa y los encomenderos, que formaron las principales haciendas de la región, diferenciaron la producción de la cordillera con la del valle del río Magdalena. La primera zona producía harina, panela y anís; la segunda zona se dedicaba a la cría de ganado vacuno, caballar y al cultivo de maíz y cacao. El 11 de abril de 1616 se da Encomienda a Antonio (Antón) García de Bonilla, para someter a los indios de la Loma del Viento, fundando en este lugar las haciendas San Roque de Aguachica, San Francisco, el marquez, entre otras;si bien es cierto, Aguachica inicia su proceso de nacimiento en esta expedición y con dicha encomienda, fundada la hacienda San Roque. En esta segunda zona se encontraba la hacienda de San Roque de Aguachica, donde el capitán Antón García de Bonilla tuvo su ganadería extensiva, a la cual trasladó la mano de obra indígena que tenía en la cordillera para aumentar su producción y aprovechar las facilidades de intercambio comercial de los productos con otras regiones. Después de su muerte los herederos desmantelaron la hacienda y sus tierras fueron revendidas a la corona.
La hacienda San Roque de Aguachica queda registrada en la encomienda otorgada a Anton García de Bonilla por Don Diego Fernández de Argote en 1616, y ratificada en 1617 en Santa Marta. Sin embargo, en 1748 corresponde al año en que don José Lázaro de Rivera recibió la concesión realenga de los terrenos de Aguachica y San Francisco, que serían el asiento de la parroquia de Aguachica. Años más tarde los feudos del señor Rivera los heredó su hijo Pedro Siriaco de Rivera, quien en 1786 los vendió a don Antonio Casimiro Ramos de Barahona, el que decidió parcelarlos y repartirlos a los pocos habitantes que había para dar inicio a la población que se denomina Aguachica Viejo, la cual no prosperó porque fue diezmada por una peste. Los sobrevivientes abandonaron el lugar y se establecieron, en 1804, a la orilla del camino real que conduce de Ocaña a Puerto Nacional (Gamarra), lugar donde está hoy, a unos 7 kilómetros de donde fue fundada la primera población.

### Aguachica: Receptora de inmigrantes
Desde la segunda mitad del siglo XIX hasta el presente, Aguachica se ha caracterizado por ser receptora de población. Las primeras migraciones se comenzaron a recibir después de 1850, con el desarrollo del cultivo de café en el Estado Soberano de Santander. De 1876 fue capital del Departamento de El Banco en el Estado Soberano del Magdalena, hasta 1886 fecha en la que Colombia se convirtió en una república unitaria.
A comienzos del siglo XX llegaron los primeros colonizadores del cercano oriente quienes explotaron la tagua, la ganadería y la agricultura. Hacia los años veinte el hallazgo de yacimientos petrolíferos atrajo el desplazamiento de inmigrantes hacia el territorio. En el año 1951 su población era de 10.906 habitantes (2.384 en la cabecera) según el censo del mismo año. Posteriormente, en los años cincuenta con la construcción de la troncal de oriente y el ferrocarril del valle del río Magdalena, convirtieron a la ciudad de Aguachica en un lugar estratégico para la interconexión vial con el interior del país y la costa Caribe. Esto motivó nuevas migraciones de santandereanos, caldenses, antioqueños y boyacenses.
A mediados de los años sesenta, comenzaron a llegar tolimenses atraídos por la fertilidad de sus tierras y con su vocación agrícola convirtieron esas tierras en plantaciones de algodón, sorgo, arroz y ajonjolí. Estos agricultores contribuyeron al desarrollo de una agricultura comercial que, en los años setenta y ochenta, permitió la estructuración de otros sectores económicos como el comercio, la agroindustria y los servicios. A comienzo de los ochenta e inicio de los noventa, la crisis del sector agropecuario y la situación de violencia en la región, en particular en el sur de Cesar y Sur de Bolívar, ha conducido a que la población en la cabecera municipal de Aguachica se incremente por el número de desplazados, incidiendo en el surgimiento de asentamientos, en el aumento del desempleo y una mayor demanda de servicios públicos básicos, de educación y de salud, entre otros.

### Cable aéreo
El cable aéreo entre Gamarra, Aguachica, Río de Oro, Ocaña con 47 kilómetros de longitud, fue un proyecto importante en la historia y el desarrollo de la región. Se inauguró el 2 de agosto de 1929; y permaneció en servicio hasta 1946 (para pasajeros) y 1947 (para carga) al darse plenamente el tránsito entre Ocaña y Gamarra, por la carretera que se inauguró el 15 de julio de 1947.
La estación del cable aéreo en Aguachica aún se conserva parcialmente y allí funciona la Institución Educativa Jorge Eliecer Gaitán conocida como “El Cable”, ubicada en la calle 7 entre carreras 12 y 14.

### Creación del primer centro de educación secundaria
En el Congreso de Colombia se presentó una propuesta para la creación de un centro enseñanza secundaria en Aguachica. Finalmente aprobada por Ley 69 de 27 de diciembre de 1958, por la cual se creó el "Instituto Nacional José María Campo Serrano”. El 15 de marzo de 1960, se iniciaron las labores académicas de la institución.

## Cultura
Aguachica es un centro migratorio del que se expresa que la confluencia de culturas no ha permitido la consolidación de una cultura local. Sin embargo, ahondar en sus historias, en las costumbres tal vez pérdidas, en las creencias que se transmiten de padres a hijos o en mitos y leyendas como el ‘Zángano’, es sin duda una forma de recordar la tradición, de unir sin homogeneizar actividades propias del aguachiquense, sin pretender la prevalencia costeña.

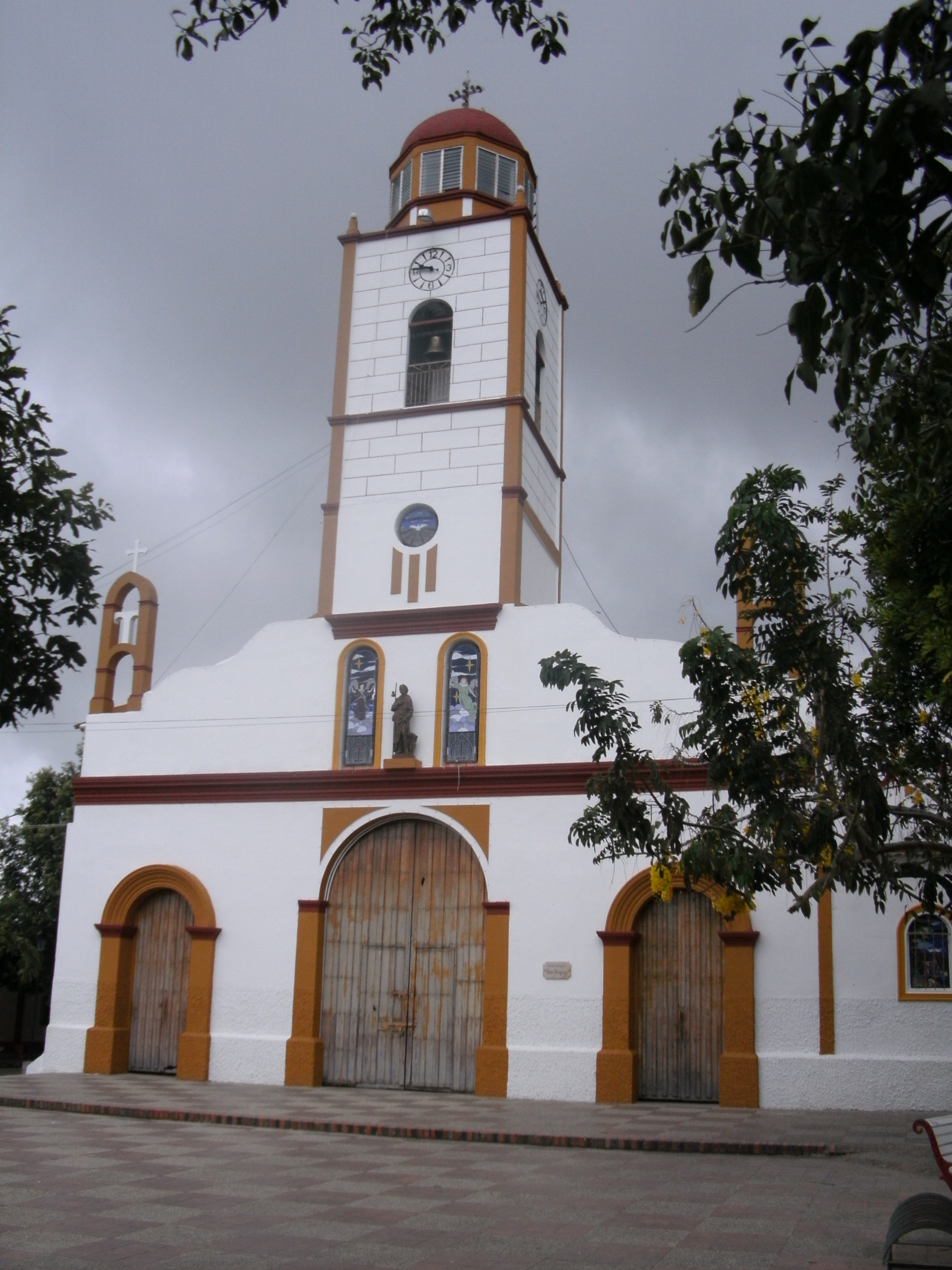
Iglesia San Roque.

### Sitios de interés
- Centro Cultural Eladio Vargas. Sus instalaciones se encuentran en la calle 3.ª N.º 10-15, Barrio El Bosque. Funciona como espacio de formación cultural para la comunidad aguachiquense. Presta servicios de biblioteca, archivo fotográfico e instrucción musical y artística.[20][21]

- Cerro de la Cruz. ‘Mirador Turístico de la ciudad’. A él acuden los feligreses que participan en la tradicional fiesta de la Santa Cruz todos los 3 de mayo de cada año.

- Bosque El Agüil o de los Agüiles. Está situado en la parte norte de Aguachica y es considerado uno de los espacios naturales más bellos del Cesar. Su nombre se debe a que en él nacen aguas producidas por manantiales ocultos.[22]

- El Balneario Norean y Buturama.[23][24]

- Plaza y Parroquia de San Roque. Ubicados en la calle 5 entre carreras 10 y 11. El templo de San Roque fue construido a mediados del siglo XIX y no existe claridad acerca de quiénes fueron sus constructores. En 1945 fue transformado y aún conserva los cambios realizados.[25][26]

### Eventos
- Carnaval de Aguachica, realizado anualmente a mediados de febrero o principios de marzo.

- Fiesta de la Santa Cruz, los 3 de mayo de cada año.

- Fiestas Patronales de San Roque, realizado anualmente en agosto.

### Gastronomía
La cocina aguachiquense es una mezcla entre santandereana, costeña y tolimense principalmente: pan ocañero, arepa ocañera, cebollitas ocañeras, queso costeño, peto costeño a base de maíz blanco, arepa’e huevo, bollo limpio, de mazorca y de maduro, tamal tolimense, pescado frito con patacones, sancocho de pescado, de gallina, de res o trifásico, entre otros.

## Servicios

### Judicial
- Circuito Judicial de Aguachica:

### Educación
- SENA - Centro Agroempresarial.
- Universidad Popular del Cesar - Sede Aguachica.

### Salud
La salud en Colombia se rige por la legislación vigente (Ley 100 de 1993) y es regulada por el Ministerio de la Protección Social. En el ámbito local, está a cargo la Secretaría de Salud, que depende de la Alcaldía Municipio. Otras instituciones son la Cruz Roja Colombiana, la Defensa Civil Colombiana, que se encarga de emergencias, calamidades y desastres de origen natural, y el Instituto Colombiano de Bienestar Familiar (ICBF), encargado de la protección integral de la familia y la niñez.
Los centros hospitalarios del municipio son:
- E.S.E Hospital Regional de Aguachica José David Padilla Villafañe.
- E.S.E. Hospital Local de Aguachica.

De carácter privado, cuenta con:
- Grupo Clínica Médicos - Clínica Alta Complejidad de Aguachica.
- CEMA - Clínica de Especialistas María Auxiliadora.

### Servicios públicos
- Acueducto: La empresa prestadora del servicio es ESPA - Empresa de Servicios Públicos de Aguachica.
- Alcantarillado:
- Aseo Urbano: Veolia Aseo Aguachica es la empresa prestadora en la recolección, transporte y disposición final de residuos sólidos para los diferentes barrios de la Cabecera municipal.
- Alumbrado Público:.
- Energía Eléctrica: Centrales Eléctricas del Norte de Santander S.A. E.S.P (CENS), del grupo EPM, es la empresa prestadora del servicio de energía eléctrica.
- Gas Natural: Vanti es la empresa distribuidora y comercializadora de gas natural en el municipio.

### Comunicaciones
- Radio:

### Otros
- Superintendencia de Notariado y Servicios - Oficina de Registro de Instrumentos Públicos Seccional Aguachica.
- Cámara de Comercio de Aguachica.

## Escenarios deportivos
Aguachica tiene los siguientes escenarios deportivos, los cuales son administrados por el municipio:
- Estadio Municipal José Francisco Ramos Pereira,[29] ubicado en la calle 5 entre carreras 7.
- Patinódromo María Auxiliadora.
- Polideportivo Las Ferias.

## Estructura organizacional municipal
| Aguachica    | Aguachica   | Aguachica                  |
| Departamento | Código DANE | Categoría municipal (2023) |
| ------------ | ----------- | -------------------------- |
| Cesar        | 20011       | Cuarta                     |

- Personería: Es un centro del Ministerio Público de Colombia que ejerce, vigila y hace control sobre la gestión de las alcaldías y entes descentralizados; velan por la promoción y protección de los derechos humanos; vigilan el debido proceso, la conservación del medio ambiente, el patrimonio público y la prestación eficiente de los servicios públicos, garantizando a la ciudadanía la defensa de sus derechos e intereses.

El actual Personero municipal es Nilson Hernández Barrera.
- Concejo Municipal: Es la suprema autoridad política del municipio. En materia administrativa sus atribuciones son de carácter normativo. También le corresponde vigilar y hacer control político a la administración municipal. Se regulan por los reglamentos internos de la corporación en el marco de la Constitución Política Colombiana (artículo 313) y las leyes, en especial la Ley 136 de 1994 y la Ley 1551 de 2012.

Constituido por 15 concejales por un periodo de 4 años. 
- Alcaldía Municipal: En esta se encuentra la administración distrital y las entidades descentralizadas del municipio.

El alcalde se pronuncia mediante decretos y se desempeña como representante legal, judicial y extrajudicial del municipio.
La alcaldesa municipal es Greisy Roqueme Ropero (2024-2027).
- JAL. Sin constitución alguna en los corregimientos del municipio.